# Opatovice (Vyškov)
Opatovice jsou místní část města Vyškova. Zemědělské sídlo leží v údolí Malé Hané 5 km severozápadně od Vyškova v nadmořské výšce 300 m n. m. s katastrálním územím 5,62 km².

## Historie
První písemná zmínka o obci Opatovice na Vyškovsku pochází z roku 1376. Nejstarší známá historie je spjata s dědickým a račickým panstvím, která se rozprostíralo na území dnešních Opatovic.
- 1888 založen čtenářský spolek
- od roku 1892 do roku 1975 (?) byla v Opatovicích základní škola (1. stupeň)
- 1901 založen hasičský sbor
- od roku 1920 v obci Sokol
- 1941 je obec vystěhována okupanty v první etapě vystěhovávání Drahanské vrchoviny.

- od roku 1981 v obci zřízena mateřská škola
- v roce 2016 bylo na základě dohody mezi včelařským kroužkem mládeže ZO ČSV, z. o. Vyškov a společností Českomoravský štěrk, a. s., Heidelbergcement Group Mokrá, v níž byly domluveny podmínky spolupráce a propagace včelařství, na pozemku společnosti v Opatovicích započato se stavbou stanoviště pro včelstva s názvem Včelí zahrádka Opatovice. Na vybudovaném stanovišti byla na zkoušku umístěna dvě včelstva a potvrdilo se, že místo je vyhovující.[3]

## Obyvatelstvo
| Místní část Opatovice | Místní část Opatovice | 1850 | 1869 | 1880 | 1890 | 1900 | 1910 | 1921 | 1930 | 1950 | 1961 | 1970 | 1980 | 1991 | 2001 | 2011 |
| --------------------- | --------------------- | ---- | ---- | ---- | ---- | ---- | ---- | ---- | ---- | ---- | ---- | ---- | ---- | ---- | ---- | ---- |
| Počet obyvatel        | celá obec             | 528  | 565  | 625  | 614  | 601  | 635  | 634  | 603  | 457  | 473  | 472  | 438  | 343  | 335  | 374  |
| Počet domů            | celá obec             | -    | 70   | 82   | 90   | 95   | 106  | 110  | 124  | 143  | 114  | 118  | 120  | 136  | 131  | 141  |

### Náboženský život

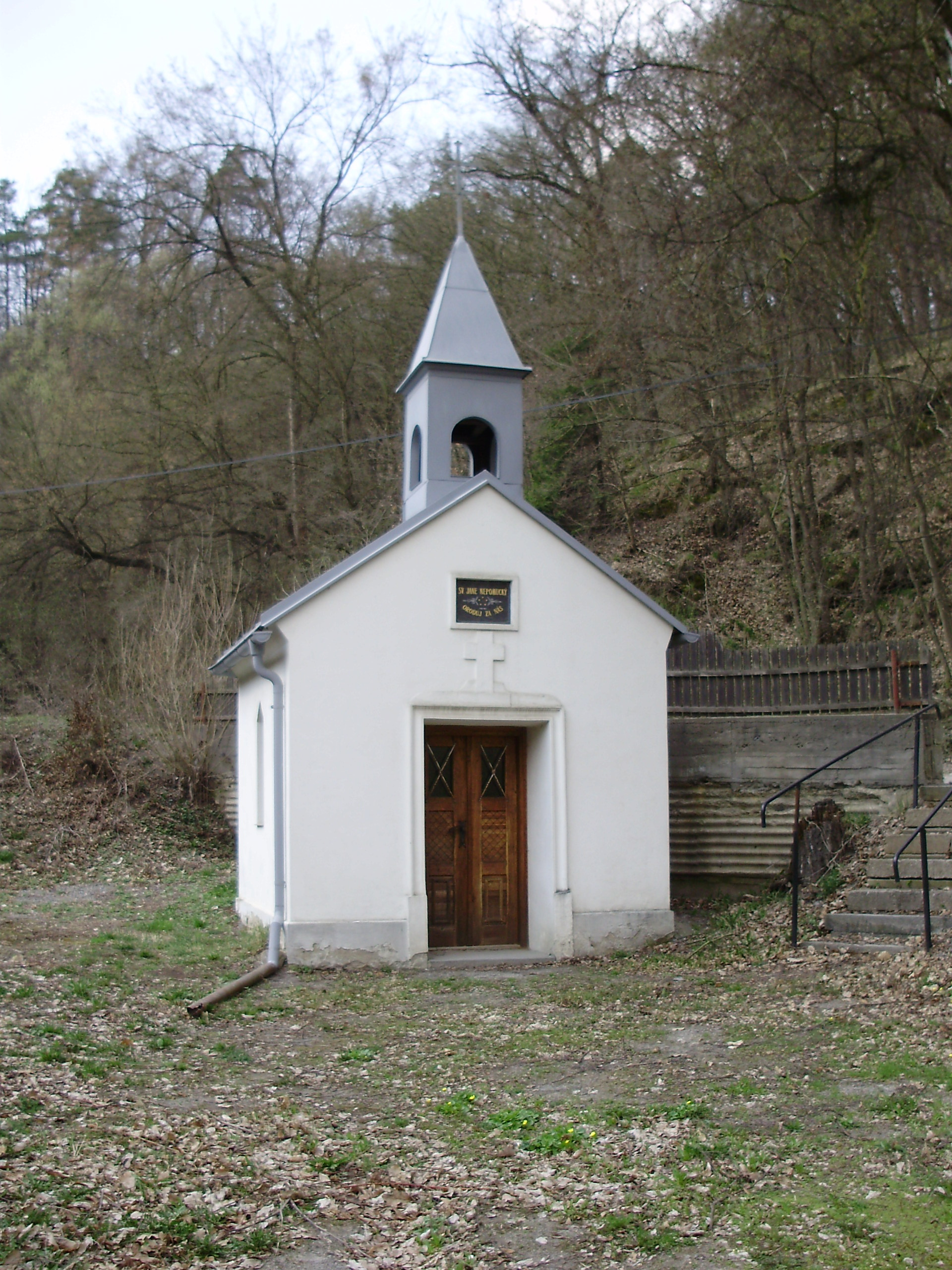
Kaplička sv. Jana Nepomuckého (2009)

Opatovice patří k sídlu římskokatolické farnosti Vyškov-Dědice. Ta je součástí Vyškovského děkanátu Olomoucké arcidiecéze v  Moravské provincii. Území zdejší farnosti zahrnuje nejen oblast Dědic a Opatovic, ale i dědické osady Hamiltony, Pazderny, Lhoty, Radslavic a Radslaviček. Hlavním duchovním stánkem farnosti je Kostel Nejsvětější Trojice v  centru Dědic. Místním farářem a administrátorem excurendo je od července 2010 ThLic. ICLic. František Cinciala.

## Pamětihodnosti
- Barokní zvonice - stojí uprostřed návsi a postavena byla v druhé polovině 18. století. Uvnitř zvonice se nachází jednoduchý oltář s porcelánovou soškou Panny Marie.
- Památník věnovaný zemřelým a padlým vojínům v první světové válce
- Kaplička sv. Jana Nepomuckého mezi přehradou a Opatovicemi
- Kříž z roku 1877 před zvonicí
- Vodní nádrž Opatovice – vodní dílo vytvořené zatopením asi 70 hektarů údolí říčky Malá Haná a dokončené roku 1972. Sypaná hráz má výšku až 36 metrů nad terénem, u paty hráze dosahuje hloubka vody kolem 33 metrů, objem zadržené vody je zhruba 10 000 000 m³. Přehradní nádrž slouží jako zdroj kvalitní pitné vody pro Vyškov, Bučovice a okolí. V nádrži žije mnoho druhů chráněných živočichů, jako jsou škeble či raci.
- nedaleko v lese bývala tvrz a zaniklá vesnice, o tvrzi a zaniklé vesnici je zmínka z roku 1358. V roce 1464 se uvádí již jen pustá tvrz a ves, zničena byla za husitských válek.
- dva vodní mlýny (poslední zaniklý za okupace)
- v katastru obce se nachází také dva kamenolomy, k dobývání kamene slouží již jen jeden

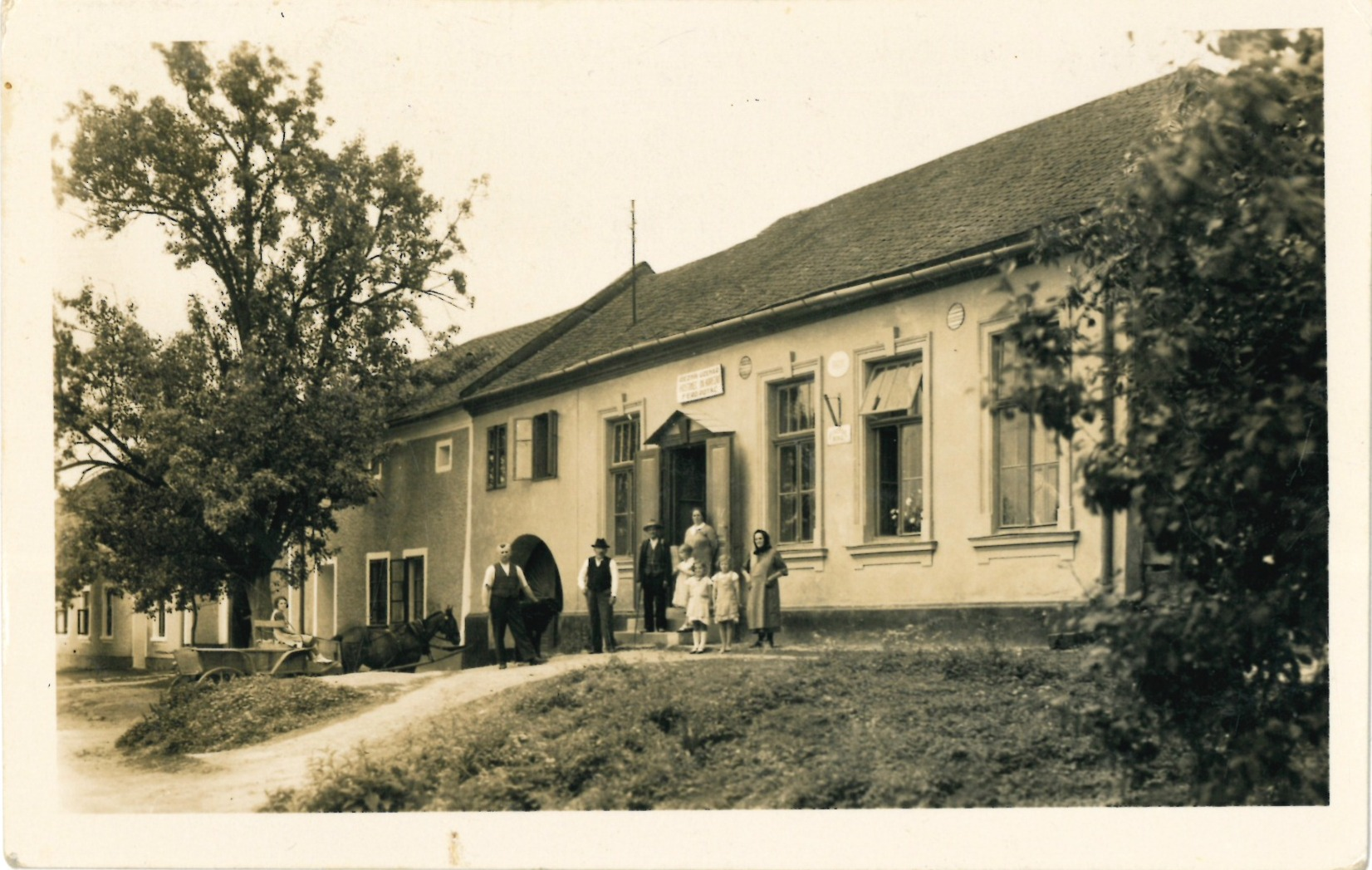
Hostinec u Potáčů

## Sport
- Od roku 1920 v obci působí tělovýchovná jednota.
- V současné době pod názvem TJ Sokol Opatovice hrají mužstva "A" a "B" 3. třídu, resp. 4. třídu okresní fotbalové soutěže.
- Největších úspěchů dosahovali fotbalisté na přelomu 70. a 80. let, kdy tým mužů hrál 1. A třídu.
- LRS Vyškov

## Osobnosti
- František Kolařík (* 1867) – hudební skladatel
- Antonín Tučapský (1928–2014) – dirigent PSMU
- Ppl. in. mem. František Zabloudil (* 1910 - 1990) - Letec v RAF, účastník odboje
- Ppl. In. Mem. Bohumír Fürst (* 1909 - 1978) - Letec v RAF, účastník odboje
- Jan Kozár (* 1933 - 2009) - československý římskokatolický duchovní